# Mesquita Abdul Rahman
La mesquita d'Abdul Rahman (dari: مسجد عبدالرحمان; paixtu: د عبدالرحمان جومات), també coneguda com la Gran Mesquita de Kabul, és una de les mesquites més grans de l'Afganistan. Està situada en una de les zones comercials centrals de la capital del país, Kabul, anomenada Deh Afghanan, prop de la Plaça del Paixtunistan, el Parc Zarnegar i a l'altre costat de l'abans popular Plaza Hotel. L'edifici té tres pisos d'altura, construït en 9.000 metres quadrats de superfície. S'ha establert espais separats per a homes i dones en la mesquita, tenint les dones el segon de l'edifici dedicat solament a elles amb una superfície de 500 metres quadrats mentre que la superfície de la secció de la mesquita reservada als homes és de 900. Va ser construït per l'enginyer Ghulam Farooq Qazizada. Té 14 cúpules, que fan 62 metres d'alçada cada un i 2 minarets.
La mesquita porta el nom d'un influent home de negocis afganès anomenat Hajji Abdul Rahman que va morir però els seus fills van continuar el projecte. La construcció de la mesquita va començar en 2001 per Hajji Abdur Rahman però es va retardar diversos anys a causa dels tràmits burocràtics. La mesquita té capacitat per a atendre 10.000 persones alhora. També hi ha una madrasa dins de la mesquita i una biblioteca que conté 150.000 llibres.
Les principals obres de la mesquita es van acabar a fins de 2009, però la inauguració oficial va tenir lloc al juliol de 2012, a la qual van assistir l'expresident afganès Hamid Karzai i molts altres alts funcionaris. El president va «agrair a Déu per donar-li a ell i als líders de l'Afganistan el gran honor de tenir una mesquita d'aquest tipus, la qual va ser construïda per un enginyer afganès amb les seves pròpies mans amb la inversió d'un empresari afganès». Va culpa el seu retard a les «llargues guerres i els règims comunistes».